# Platyceps gracilis
Platyceps gracilis är en ormart som beskrevs av Günther 1862. Platyceps gracilis ingår i släktet Platyceps och familjen snokar. Inga underarter finns listade i Catalogue of Life.
Arten förekommer med två från varandra skilda populationer i Indien. Honor lägger ägg.